# Milano 2
Milano 2 (o anche Milano Due, abbreviato MI2 e M2; Milan Duu in dialetto milanese) è un quartiere residenziale sito nel territorio del comune italiano di Segrate, nella città metropolitana di Milano, e costruito negli anni settanta dalla Edilnord di Silvio Berlusconi.

## Geografia fisica
Milano 2 sorge a nord-est di Milano, nel comune di Segrate. Il quartiere è racchiuso tra il plesso ospedale San Raffaele a nord, il Parco Lambro a ovest, il Golfo Agricolo a est e la strada provinciale Cassanese a sud, che lo separa dal quartiere di Lavanderie. A ridosso di Milano 2, a sud-ovest, sorge inoltre la moschea di Segrate.

## Storia

Il logo del quartiere

L'intero centro residenziale fu costruito tra il 1970 e il 1979, su progetto degli architetti Giancarlo Ragazzi, Giuseppe Marvelli, Antonio D'Adamo e Giulio Possa per la parte architettonica e di Enrico Hoffer per quella paesaggistica. Ragazzi e Hoffer ebbero poi modo di lavorare in seguito su progetti analoghi, quali Milano 3 e Lacchiarella.
Nei tardi anni sessanta la società Edilnord s.a.s. di Lidia Borsani e C. (nella quale la cugina di Berlusconi compariva come socia accomandataria, mentre Berlusconi aveva il ruolo di socio accomandante) aveva acquistato 712 000 m² di terreni nel comune di Segrate da Leonardo Bonzi. Con una dichiarazione del 1971 il consiglio dei lavori pubblici dichiarava ufficialmente la destinazione residenziale di tale suolo; il comune di Segrate rilasciò pertanto le concessioni edilizie.
È noto che Berlusconi ottenne a Roma il cambiamento di alcune rotte aeree che facevano capo all'aeroporto di Linate in modo da escludere il passaggio sopra l'area di Milano 2, per evitare che l'assordante rumore prodotto dai velivoli, a volte superiore ai 100 decibel, rendesse rischioso l'investimento e potenzialmente difficoltosa la vendita degli appartamenti e causasse fastidio ai residenti presso la zona; tale vicenda fu ricostruita da Camilla Cederna come frutto di un'intensa attività di lobbismo presso i Ministeri competenti.
Nel 2010 Massimo Ciancimino, figlio di Vito, ex sindaco mafioso di Palermo, in una deposizione rivelò che Cosa nostra avrebbe investito ingenti somme nella realizzazione di Milano Due.

## Modello residenziale
Milano 2 è stata presentata come proposta alternativa ai modelli di sviluppo residenziale dell'hinterland milanese di quegli anni. Le linee guida del "modello Milano 2" sono:
- ampi spazi verdi, in contrapposizione alla scarsità di verde nelle città di quel periodo;
- un triplice sistema viario, pedonale, ciclabile e veicolare, in cui le vie ciclabili e pedonali non si intersecano mai con gli assi veicolari, che sono costruiti ad un livello inferiore rispetto alle aree urbane, limitando l'impatto del traffico sul quartiere;
- una struttura con un asse centrale, la Strada di Spina, lungo il quale il quartiere si sviluppa e dove vengono posizionati i vari servizi essenziali
- una pianificazione integrata che tenesse conto non solo delle esigenze abitative, ma anche della disponibilità e della fruibilità dei servizi all'interno del quartiere

## Struttura
Il quartiere è composto da 28 residenze, rappresentate dai Delegati Comprensoriali, uno per residenza, i quali si riuniscono insieme all'amministratore del Comprensorio in un'assemblea denominata Supercondominio, per progettare ed organizzare le opere ed i servizi all'interno del quartiere, un Centro Direzionale, un circolo sportivo, un albergo, un residence, un centro religioso cattolico, un centro civico e vari complessi scolastici. Il patrimonio edilizio si completa con il Modulo Campione, dove attualmente è ubicato l'ufficio postale.
La struttura generale del quartiere è rimasta sostanzialmente invariata nel tempo, pur adattandosi all'evoluzione demografica e alle sopravvenute esigenze. Di fatto Milano 2 si autogestisce per quanto concerne la quasi totalità degli interventi manutentivi: la cura del verde, la pulizia dei vialetti e delle aree comuni, la manutenzione ordinaria e straordinaria dei ponti e delle strade ciclo-pedonali e l'illuminazione.

## Il Centro religioso "Dio Padre"
Sebbene la costruzione di un edificio liturgico cattolico fosse prevista dal progetto originario, il progetto particolareggiato per la chiesa venne presentato solo nel 1976, pochi mesi prima della fondazione della parrocchia. Fu progettato dall'architetto Giancarlo Ragazzi e dall'architetto Giuseppe Marvelli sulla base dei criteri ispiratori, orientati alla multiconfessionalità. Il 5 marzo 1986 il cardinale Carlo Maria Martini, all'epoca arcivescovo di Milano, presiedette la cerimonia di dedicazione del centro religioso multiconfessionale, intitolato a Dio Padre, per rispetto delle persone professanti altre religioni.

## Televisione via cavo

Mike Bongiorno nel 1979, negli studi di Telemilano a Milano 2

Grazie alla presenza di un sistema di distribuzione dei canali televisivi via cavo, scelta effettuata per evitare le antiestetiche antenne, nel 1974 Giacomo Properzj (futuro sindaco di Segrate) fondò Telemilanocavo, una piccola televisione via cavo grazie alla quale le famiglie residenti potevano seguire a distanza i riti della Chiesa del quartiere e le attività ludico-sportive dei figli nell'ambito del centro abitato. In seguito l'emittente, passata alle trasmissioni via etere, venne ceduta a Silvio Berlusconi come compensazione per affitti arretrati, diventando dapprima Telemilano 58 ("58" era il numero della frequenza utilizzata per trasmettere) e infine Canale 5.
Molti spot e promo di programmi televisivi vennero girati con lo sfondo del laghetto e fino al 2016 Mediaset disponeva di cinque studi televisivi presso il Palazzo dei Cigni di proprietà della Fondazione ENPAM. Questi ultimi sono stati definitivamente abbandonati nel 2018, lasciando operativi solo alcuni uffici presso il Centro Direzionale.
Gli sketch de Gli svizzeri di Aldo, Giovanni e Giacomo a Mai dire Gol furono in larga parte filmati a Milano 2.